# Mont Morning
Le mont Morning est un volcan bouclier de la région de la terre Victoria, en Antarctique. Culminant à 2 723 m d'altitude et recouvert en grande partie de glaces, ce volcan présente une caldeira de 4,9 km de long et de 4,1 km de large.